# Île Jetty
L'île Jetty est une île artificielle de l'État de Washington dans le Comté de Snohomish, aux États-Unis, appartenant administrativement à Everett.

## Description
Située à une cinquantaine de kilomètres au nord de Seattle dans le Puget Sound en face d'Everett, elle s'étend sur environ 3,2 m de longueur pour une largeur à son maximum de 300 m.
Elle n'est pas équipée ni aménagée à l'exception d'une toilette flottante saisonnière qui est présente au large. Durant les mois estivaux, un petit ferry permet l'accès à l'île.
L'été plus de 50 000 personnes visitent l'île.

## Histoire
Elle a été construite à l'origine, au XIXe siècle, pour servir de jetée à un canal de navigation et pour protéger le port. Finalement, des sédiments de la Snohomish l'ont agrandi. 
Le port d'Everett a acheté l'île en 1929 et l'a fait draguer avec l'aide du Corps des ingénieurs de l'armée américaine en 1989.

## Faune
Elle abrite plus de quarante-cinq espèces d’oiseaux comme des balbuzards, des cormorans, des faucons, des canards ou des aigles.